# Hilton Waikoloa Village USTA Challenger 2000
L'Hilton Waikoloa Village USTA Challenger 2000 è stato un torneo di tennis facente parte della categoria ATP Challenger Series nell'ambito dell'ATP Challenger Series 2000. Il montepremi del torneo era di $50 000 e si è svolto nella settimana tra il 25 gennaio e il 30 gennaio 2000 su campi in cemento. Il torneo si è giocato a Waikoloa negli Stati Uniti.

## Vincitori

### Singolare
Paul Goldstein ha sconfitto in finale  André Sá con il punteggio di 7–5, 6–2.

### Doppio
Jim Grabb /  Richey Reneberg hanno sconfitto in finale  James Blake /  Cecil Mamiit con il punteggio di 6–2, 2–6, 6–4.